# Günter Wohlgemuth
Günter Wohlgemuth (* 28. Dezember 1938 in Gelsenkirchen) ist ein ehemaliger deutscher Fußballspieler, der von 1959 bis 1962 als Spieler von Preußen Münster in der Oberliga West 43 Spiele mit 17 Toren absolviert hat.

## Karriere
Als Spieler des ETuS Gelsenkirchen und Auswahlspieler des Fußball- und Leichtathletik-Verbandes Westfalen im Länderpokal der Amateure wurde Günter Wohlgemuth vom DFB für das Länderspiel der Amateurnationalmannschaft am 12. Oktober 1957 in Ilford gegen England nominiert. Die Nationalmannschaft der Amateure gewann das Spiel mit 3:2 Toren und Wohlgemuth gelang als Linksaußen ein Tor, wie auch Günter Herrmann und Klaus Matischak. Der Angriff der DFB-Mannschaft agierte in der Formation mit Rudolf Kraft, Peter Grosser, Klaus Matischak, Günter Herrmann und Wohlgemuth.
Ab der Saison 1959/60 spielte der Mann aus Gelsenkirchen bei Preußen Münster in der Oberliga West. Trainer Kuno Klötzer verhalf Wohlgemuth am 30. August 1959 (2. Spieltag), zu seinem Debüt in der seinerzeit höchsten Spielklasse. Bei der 2:4-Niederlage im Auswärtsspiel gegen den VfL Bochum war er als Halblinks im Einsatz und bestritt 15 Saisonspiele, in denen er drei Tore erzielte. Unter Trainer Richard Schneider kam Wohlgemuth in seiner dritten Saison in Münster in 20 Punktspielen zum Einsatz, in denen er elf Tore erzielte und die Preußen am Saisonende 1961/62 Platz sieben einnahmen. Neben Hermann Lulka und Manfred Pohlschmidt die beide jeweils 13 Tore erzielten, belegte er in der internen Torjägerliste den dritten Rang. Das letzte Oberligaspiel bestritt Günter Wohlgemuth am 3. Februar 1962 (24. Spieltag) beim 2:0-Sieg im Heimspiel gegen den Duisburger SpV, als er auf Halbrechts mit Lulka den rechten Flügel bildete und Manfred Pohlschmidt beide Treffer erzielte. Ein langanhaltende Verletzung zwang ihn, seine Spielerkarriere mit 24 Jahren zu beenden.